# Hōkō

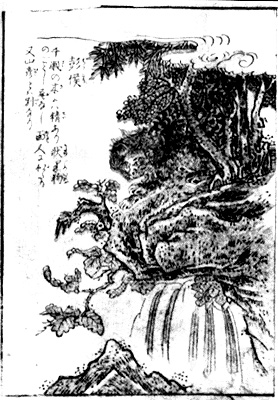
Illustrazione di hōkō ad opera di Toriyama Sekien nel Konjaku Hyakki Shūi

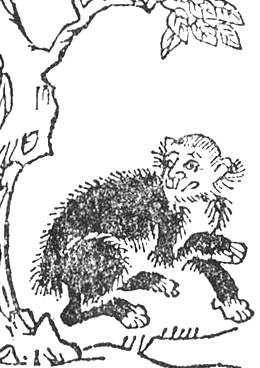
Illustrazione del pénghoú di Terajima Ryōan

Hōkō (彭侯?) è uno spirito canino della mitologia giapponese, derivato da quella cinese in cui è uno spirito degli alberi conosciuto come Pénghoú (彭侯). È descritto nell'antico libro Soushenji (搜神記?, Alla ricerca degli spiriti).

## Storia
Il Penghou nell'albero di canfora
Ai tempi del regno wu, Lu Jingshu era il comandante dell'esercito di Jian'an. Un giorno
, egli inviò un uomo per tagliare un grande albero di canfora. Dopo qualche colpo di ascia, del sangue uscì improvvisamente dal tronco. Quando infine l'albero cadde, una creatura col volto umano ed il corpo di cane ne fuoriuscì.
Jingshu spigò: "È ciò che si chiama Penghou". È stato cotto al vapore e mangiato. Aveva lo stesso sapore della carne di cane.
Secondo il Baize tu (白責圖), raccolta d'illustrazioni commentate di creature fantastiche, "Lo spirito degli alberi è chiamato Penghou. Egli appare come un cane nero senza coda e può essere cotto a vapore e mangiato."
Il Pénghoú (letto in giapponese come Hōkō) è stato incluso nel Konjaku Hyakki Shūi, un libro della collezione di Toriyama Sekien sulle illustrazioni di mostri. Lì vi è la stessa descrizione di quella contenuta nel Soushenji, tranne che per la frase che dice che vive solo negli alberi vecchi mille anni.